# رالی مونت کارلو ۱۹۷۳
رالی مونت کارلو ۱۹۷۳ (با عنوان رسمی چهل و دومین رالی اتومبیل‌رانی د مونت کارلو) که در اواخر ژانویه سال ۱۹۷۳ برگزار شد، اولین رویداد رالی برگزار شده در تقویم مسابقات جدید رالی قهرمانی جهان جدید فدراسیون بین‌المللی اتومبیل‌رانی (فیا) بود.

## جدول رده‌بندی قهرمانی پس از رویداد
| بعد از رویداد | بعد از رویداد | تیم             | پایان فصل | پایان فصل |
| موقعیت        | امتیاز        | تیم             | موقعیت    | امتیاز    |
| ------------- | ------------- | --------------- | --------- | --------- |
| ۱             | ۲۰            | اتومبیلز آلپاین | ۱         | ۱۴۷       |
| ۲             | ۱۰            | فورد            | ۳         | ۷۶        |
| ۳             | ۴             | فیات            | ۲         | ۸۴        |
| ۴             | ۳             | لانچیا          | ۱۳        | ۱۷        |
| ۵             | ۲             | داتسون          | ۶         | ۳۴        |